# باول غالو
باول غالو (بالإنجليزية: Paul Gallo)‏ هو مصمم إضاءة أمريكي، ولد في 24 فبراير 1953 في ذا برونكس في الولايات المتحدة.

## وصلات خارجية
- باول غالو على موقع IMDb (الإنجليزية)
- باول غالو على موقع قاعدة بيانات برودواي على الإنترنت (الإنجليزية)
- باول غالو على موقع قاعدة بيانات الفيلم (الإنجليزية)